# 宋国公主 (后晋)
宋国公主，是中国五代十国后晋开国皇帝高祖石敬瑭第十三妹。
天福二年（937年）五月，石敬瑭封妹妹为郑国长公主，七年（942年）九月，石重贵即位，进封姑姑宋国大长公主。宋国大长公主在后晋建立前，嫁给成德军节度使杜重威。杜重威在契丹南下后，投降契丹。天福十二年（947年），后汉建立，杜重威反叛刘知远，经过后汉讨杜重威魏州之战，杜重威投降。乾祐元年（948年），刘知远死后，宰相苏逢吉杀死杜重威父子，宋国大长公主作为前朝公主加以赡养。